# تشوستون (بيدفوردشير)
تشوستون (بالإنجليزية: Chawston)‏ هي قرية تقع في المملكة المتحدة في شرق انجلترا.